# Laura und Luis
Laura und Luis ist der Name einer sechsteiligen Fernsehserie des ZDF. Sie ist eine der Weihnachtsserien und handelt von sogenannten Kinderbanden, die von Kriminellen zum Stehlen ausgebildet werden. Regie führte Frank Strecker.

## Inhalt
Als der Theologiestudent Sebastian in Mailand bestohlen wird, merkt er, dass er es mit äußerst geschickten kleinen Dieben zu tun hat. Was er nicht weiß ist, dass Laura und Luis zu einer Kinderbande gehören. Diese Kinder wissen weder ihre richtigen Namen noch etwas von ihren richtigen Familien. Ihre Familie sind die Kriminellen, die die Kinder entführt haben und nun für ihre Zwecke benutzen. Weil sich Sebastian für das Schicksal von Laura und Luis interessiert, wird er der Bande unangenehm. Damit bringt er sich und die Kinder in höchste Gefahr.
Aber er schafft es, die beiden Kinder aus den Fängen der Kriminellen zu befreien und die Bandenführer ins Gefängnis zu bringen. Er ermittelt mit Hilfe der Polizei die richtigen Eltern von „Luis“, der in Wirklichkeit Maximilian heißt. Doch als er erfährt, dass Laura, die er immer für seine Schwester gehalten hat, nicht seine Schwester ist, reißen die beiden Kinder aus und schlagen sich ohne Eltern durch.
Eines Tages erfährt Sebastian, dass die Kinder nun in Südfrankreich leben und ihren Lebensunterhalt als Verkäufer von selbstgemachtem Schmuck und als Pferdezüchter in der Camargue bestreiten. Er akzeptiert, dass Glück auch außerhalb der gültigen Normen existiert, und stellt seine Rolle als Mönch in Frage.

## Drehorte
Die Serie wurde an zahlreichen Schauplätzen der Handlung, also in den drei Städten Mailand (alle Episoden), Marseille (Episoden 2 und 3) und München (alle Episoden) gedreht.
Mailand:
- Domplatz

Marseille:
- Place de Lorette und Place des Moulins (Verfolgungsjagd)
- Vallon des Auffes (Hafen)
- Grand Carrousel de la Canebière (Karussellfahrt)

München:
- Geschwister-Scholl-Platz und U-Bahnhof Universität (Dialoge Giuliana, Luis, Sebastian)
- Marienplatz (Strassenmusiker)
- Flughafen München-Riem (Ankunft Giuliana)
- Gelände Großmarkt (Rudis Lagerhalle)
- Obletter am Karlsplatz/Stachus (Spielwarengeschäft)
- Johannisplatz (Juweliergeschäft Terofal Radoy)
- Hotel Bayerischer Hof (Juwelierstreffen, Pressekonferenz)
- Olympiapark (Wetterhäuschen)
- Wohnblock am Helene-Mayer-Ring 14 (Wohnung Giuliana & Sebastian)
- Hotel Arabella im Arabellapark

## DVD
Seit Mitte Oktober 2008 ist „Laura und Luis“ als DVD erhältlich. Der Soundtrack ist auf LP, MC und CD erschienen.